# Lanetro Zed
Die Lanetro Zed S.A. (Spanische Aktiengesellschaft) mit Sitz in Madrid ist ein internationaler Anbieter für Klingeltöne und Mobiltelefon-Anwendungen wie beispielsweise Logos und Spiele. Stärkster Wettbewerber ist Jamba!. In Düsseldorf ist die Zentrale für Deutschland, Österreich und die Schweiz. Ein weiterer Standort ist Berlin. Der hiesige Markenname ist zed.
Im deutschen Markt ist zed die Nummer zwei hinter Jamba!. Die Geschäftspraktiken sind dem Marktführer angepasst: Auch zed ist wegen Abos mit Minderjährigen in die Kritik geraten. 